# Liste bekannter Philologen der Hebräischen Bibel
Die Liste bekannter Philologen der Hebräischen Bibel erfasst Wissenschaftler der Vergangenheit und Gegenwart, die sich um die textkritische Konstitution des hebräischen Originaltexts des Tanach, des Alten Testaments und/oder des Texts seiner griechischen Übersetzung, der Septuaginta, bemüht haben.

## Antike Philologen
- Origenes (185–um 254), christlicher Theologe und Gelehrter, Herausgeber der Hexapla, einer synoptischen Ausgabe hebräischer und griechischer Versionen des alttestamentlichen Textes in sechs Spalten

## Hebräische Bibel
- Albrecht Alt (1883–1956), deutscher evangelisch-lutherischer Bibelwissenschaftler und Orientalist
- Dominique Barthélemy (1921–2002), französischer katholischer Theologe
- Hans Bauer (1878–1937), deutscher Semitist, Philologe und Orientalist
- Walter Baumgartner (1887–1970), Schweizer protestantischer Theologe
- Jacob Ben Chajim (ca. 1470–1538), jüdischer Masoraforscher und Textkritiker
- Johannes Botterweck (1917–1981), deutscher katholischer Theologe
- Mordechai Breuer (1921–2007), israelischer Masoraforscher und Textkritiker
- Umberto Cassuto (1883–1951), italienisch-israelischer Bibelwissenschaftler
- Franz Delitzsch (1813–1890), deutscher evangelischer Theologe
- Herbert Donner (1930–2016), deutscher evangelischer Theologe
- Karl Elliger (1901–1977), deutscher evangelischer Theologe
- Heinz-Josef Fabry (* 1944), deutscher katholischer Theologe
- Wilhelm Gesenius (1786–1842), deutscher protestantischer Theologe und Orientalist
- Christian David Ginsburg (1831–1914), britischer Masoraforscher und Textkritiker
- Ernst Jenni (1927–2022), Schweizer reformierter Theologe und Hebraist
- Paul Kahle (1875–1964), deutscher protestantischer Theologe und Orientalist
- Rudolf Kittel (1853–1929), deutscher evangelischer Theologe
- Pontus Leander (1872–1935), schwedischer Semitist und Orientalist
- Johann Heinrich Michaelis (1668–1738), deutscher evangelischer Theologe und Orientalist
- Wilhelm Rudolph (1891–1987), deutscher evangelischer Theologe
- Abraham Tal (* 1931), israelischer Philologe und Bibelwissenschaftler
- Emanuel Tov (* 1941), israelischer Bibelwissenschaftler
- Gérard E. Weil (1926–1986), französischer Masoraforscher und Textkritiker

## Septuaginta
- Felix Albrecht (* 1981), deutscher evangelischer Theologe
- Dominique Barthélemy (1921–2002), französischer katholischer Theologe
- Alan England Brooke (1863–1939), britischer Theologe
- Adolf Deißmann (1866–1937), deutscher evangelischer Theologe
- Robert Hanhart (1925–2025), Schweizer evangelischer Theologe
- Marguerite Harl (1919–2020), französische Gräzistin
- Ernst Hautsch (1883–1959), deutscher Altphilologe und Gymnasiallehrer
- Werner Kappler (1902–1944), deutscher Altphilologe
- Martin Karrer (* 1954), deutscher evangelischer Theologe
- Wolfgang Kraus (* 1955), deutscher evangelischer Theologe
- Paul de Lagarde (1827–1891), deutscher protestantischer Kulturphilosoph und Altorientalist
- John A. L. Lee (* 1942), australischer Gräzist
- Alfred Rahlfs (1865–1935), deutscher evangelischer Theologe
- Friedrich Rehkopf (1927–2008), deutscher evangelischer Theologe
- Armin Schmitt (1934–2006), deutscher katholischer Theologe
- Josef Schreiner (1922–2002), deutscher katholischer Theologe
- Henry Barclay Swete (1835–1917), britischer Theologe
- Henry St. John Thackeray (1869?–1930), britischer Gräzist
- Emanuel Tov (* 1941), israelischer Bibelwissenschaftler
- Joseph Ziegler (1902–1988), deutscher katholischer Theologe